# Тёрнер-филд
Тёрнер-филд (англ. Turner Field) — бейсбольный стадион, расположенный в Атланте (штат Джорджия, США). С 1997 года является домашним стадионом клуба Главной лиги бейсбола «Атланта Брэйвз». Первоначально сооружение строилось для проведения летних Олимпийских игр 1996 года и называлось «Сэнтениэл Олимпик-стэдиум», но перед сезоном МЛБ 1997 года было переоборудовано под бейсбольный стадион, что позволило «Брэйвс» переехать с «Атланта-Фултон каунти-стэдиума», где они проводили матчи начиная с 1966 года.
«Атланта Брэйвз» переехали в новый стадион в то время, когда команда доминировала в своём дивизионе, и с тех пор на стадионе прошло 11 Дивизионных серий Национальной лиги (1997—2005, 2010, 2013), четыре Чемпионские серии НЛ (1997—1999, 2001), а также Мировая серия 1999 года. Кроме того, стадион принимал матч всех звёзд МЛБ 2000 года.
11 ноября 2013 года «Брэйвс» объявили, что по окончании договора аренды в 2016 году они планируют переехать из «Тёрнер-филда» в новый стадион «Сантраст-парк», который будет построен в округе Кобб, в северо-западном пригороде Атланты. Последняя бейсбольная игра регулярного чемпионата состоится на «Тёрнер-филде» 2 октября против «Детройт Тайгерс». 21 декабря 2015 года Университет штата Джорджия объявил, что подал заявку на аренду стадиона, который будет переоборудован под игры в американский футбол и где будет играть студенческая команда.

## События
С 1997 года «Тёрнер-филд» также используется как место проведение концертов и на такие мероприятия способен принять до 60 000 человек. Здесь выступали такие исполнители, как Dave Matthews Band, Metallica, Eminem, Пол Макартни и The Rolling Stones.
С 2003 года ежегодно на стадионе проходит матч между студенческими бейсбольными командами Технологического института Джорджии и Университета Джорджии. Причём посещаемость это матча является самой высокой в студенческом бейсболе. Так, например, в 2004 году матч на «Тёрнер-филде» собрал на 28 386 человек больше, чем Студенческая Мировая серия. Все доходы с проведения игры на стадионе университеты передают Children’s Healthcare Атланты.
Стадион часто используется как место съёмок фильмов и сериалов. Здесь были сняты такие картины, как «Экипаж», «Хочу как ты», «Кручёный мяч» и 19-й сезон сериала Amazing Race.